# Jan Audier

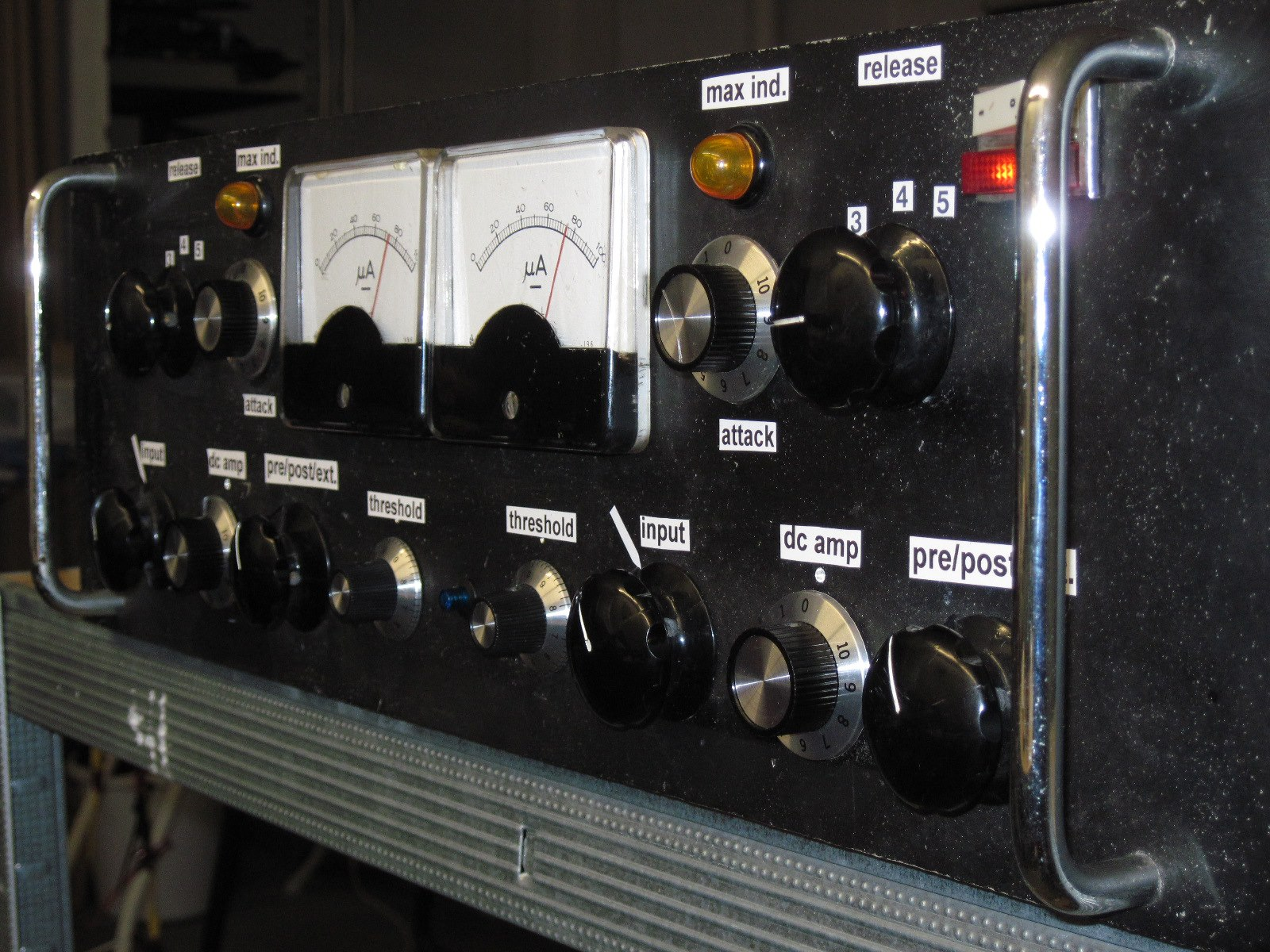
De limiter ontwikkeld door Jan Audier

Jan Audier (Den Haag, 24 november 1939) is een Nederlands geluidstechnicus.

## Loopbaan
Audier begon zijn carrière in 1963 in de Phonogram Studio van Philips. Zijn doorbraak kwam met de opnamen van de Nederlandse beatgroep Q65. Als beginnend geluidstechnicus kreeg hij de opdracht de band op te nemen. Collega-technici verwachtten vervorming van het gitaargeluid, maar het werd een succes. De goede klank kwam mede tot stand door de inzet van een buizencompressor-limiter die Audier zelf had gebouwd. Audier was daarna werkzaam bij de Soundpush Studio en had ook een eigen videobedrijf. Zijn opnamewerk is zeer divers geweest: van nederbeatpop tot het genre Gert en Hermien, het tv-programma Farce Majeure en filmmuziek waaronder dat van Soldaat van Oranje en Turks fruit, geschreven door Rogier van Otterloo. Audier werkte samen met bekende producenten als Jaap Eggermont, Peter Koelewijn en Hans van Hemert.
Aan het ontstaan van de buizenlimiter ligt ten grondslag dat producenten zich afvroegen waarom grammofoonplaten uit Amerika beter en harder klonken. Audier analyseerde de technieken uit Amerika en ontdekte de daar gebruikte Fairchild-limiter. Hij ontwikkelde vervolgens een eigen versie. Phonogram was een Philipsbedrijf en volgens de regels mocht er geen eigen apparatuur gebruikt worden. De limiter werd daarom in eerste instantie in het geheim ingezet. Vrijwel alle opnamen van Nederlandse beatgroepen gingen daarna door deze limiter. Ook bij opnamen van tv-programma's en klassieke concerten werd de limiter ingezet.
In 2013 werkte Audier mee aan de eindmixage van het album Cabinet of Curiosities van Jacco Gardner. Gardner maakte muziek beïnvloed door de jaren zestig en de eindmixage werd met inzet van de limiter gerealiseerd.